# Aleksandr Charitonow (polityk)
Aleksandr Pietrowicz Charitonow ((ukr.) Олександр Петрович Харитонов; ur. 6 lipca 1971 w Woroszyłowgradzie, obecnie Ługańsk) – ukraiński działacz polityczny, separatysta i lider Ługańskiej Gwardii, od 5 marca do 21 kwietnia 2014 ludowy gubernator (przywódca) Ługańskiej Republiki Ludowej.

## Życiorys
Z wykształcenia technik telekomunikacji. Przez pewien czas był bezrobotny, potem pracował m.in. jako dyrektor spółki „JUA-Alfa”. Od 2005 działał w Postępowej Partii Socjalistycznej Ukrainy, był sekretarzem jej ługańskiego komitetu obwodowego. W 2007 bez powodzenia kandydował do parlamentu z jej listy. Od 2006 był radnym rady miejskiej Ługańska V kadencji. Uczestniczył w protestach przeciwko NATO, a w 2013 zaangażował się w wystąpienia przeciwko Euromajdanowi. W lutym 2014 stanął na czele paramilitarnej organizacji „Łuhanśka Gwardija” (Ługańska Gwardia).
Na początku marca 2014 zaangażował się w separatystyczne wystąpienia, które doprowadziły do powołania Ługańskiej Republiki Ludowej. 5 marca 2014 podczas wiecu w Ługańsku został obwołany ludowym gubernatorem Ługańskiej Republiki Ludowej (pięć dni po analogicznym powołaniu Pawieła Gubariewa na gubernatora Donieckiej Republiki Ludowej). 9 marca 2014 separatystom udało się zdobyć budynki lokalnej administracji. Tego dnia ogłoszono referendum w sprawie federalizacji Ukrainy i powołanie Sowietu Ludowego ŁRL, a także (sfałszowaną) dymisję gubernatora obwodu ługańskiego Mychajło Bołotskycha.
13 marca Aleksandr Charitonow został aresztowany przez Służbę Bezpieczeństwa Ukrainy pod zarzutami wystąpień przeciwko konstytucyjnemu porządkowi państwa, wywoływania zamieszek i przejęcia budynków rządowych. Formalnie gubernatorem pozostawał do 24 kwietnia, kiedy to tymczasowo zastąpił go Walerij Bołotow. W lipcu 2014 został skazany na 5 lat więzienia w zawieszeniu na 3 lata. Wkrótce później został wymieniony w zamian za innych zakładników, następnie wyjechał do Moskwy. W listopadzie 2014 powrócił na Ługańszczyznę, gdzie dołączył do lokalnej gwardii Kozaków, z którą jednak wkrótce popadł w konflikt. W tym okresie odnowił także „Łuhanśką Gwardiję”, która jednak wkrótce uległa podziałom. Następnie został członkiem Komunistycznej Partii Ługańszczyzny, kierował w niej okręgiem .
Żonaty z Inną.